# 佃克彦
佃 克彦（つくだ かつひこ、1964年 - ）は、日本の弁護士である。

## 経歴
東京都生まれ。1987年、早稲田大学法学部卒業。1993年、弁護士登録、東京弁護士会所属。
日本弁護士連合会人権擁護委員会副委員長、東京弁護士会綱紀委員会委員長、東京弁護士会人権擁護委員会委員長、法科大学院非常勤講師（公法・情報法）、司法研修所上席教官、日本弁護士連合会人権擁護委員会人権と報道に関する特別部会委員を歴任した。
ヘイトスピーチに反対する団体「のりこえねっと」共同代表を務める辛淑玉が、東京メトロポリタンテレビジョンの番組「ニュース女子」で名誉を傷つけられたとして、番組を制作したDHCテレビジョンに対して損害賠償を請求した訴訟の弁護団に参加、一審・二審勝訴、2023年4月最高裁判所で確定。
ジャーナリスト伊藤詩織が、Twitter上の複数の誹謗中傷投稿に「いいね」を押され名誉を傷つけられたとして、自由民主党衆議院議員杉田水脈に対して損害賠償を求めた訴訟の代理人を務め、一審敗訴、二審逆転勝訴、2024年2月最高裁判所で確定。

## 著作

### 単著
- 『名誉毀損の法律実務』弘文堂、2005年2月　第2版2008年10月　第3版2017年6月
- 『プライバシー権・肖像権の法律実務』弘文堂、2006年6月　第2版2010年11月　第3版2020年10月

### 共著
- 神田安積, 佃克彦『はじめて読む憲法の判例』一橋出版、1998年10月